# Joseph Ma Xiangbo
Compléments
Ma Xiangbo est cofondateur de l'Université Aurore de Shanghai
Joseph Ma Xiangbo (chinois traditionnel : 馬相伯 ; chinois simplifié : 马相伯 ; pinyin : mǎ xiāngbó ; EFEO : Ma Hsiang-paï), connu aussi sous son prénom social de Ma Liang (馬良 / 马良, mǎ liáng), né dans le district de Dantu, à Zhenjiang, province du Jiangsu, en Chine des Qing, en 1840 et décédé à Lang Son au Tonkin en 1939, est un prêtre jésuite chinois qui fut le cofondateur de l'université l'Aurore à Shanghai en 1903, puis le fondateur de l'université Fudan en 1905.

## Biographie
Joseph Ma Xiangbo est issu d'une famille de lettrés qui se sont convertis au catholicisme. Il naît à Dantu dans la province de Jiangsu et fait ses études au collège Saint-Ignace de Shanghai, tenu par les jésuites français. Il entre dans la Compagnie de Jésus et devient professeur au même collège Saint-Ignace, où il enseigne l'astronomie et les mathématiques. Il est ordonné prêtre en 1870.
Ma Xingbo aide ensuite les pères Havret et Zottoli à jeter les bases de la future bibliothèque de Xujiahui (Zi-Ka-Wei en shanghaïen) qui est aujourd'hui une filiale de la bibliothèque de l'université de Shanghai, puis il est envoyé à Nankin pour des travaux de traductions qui lui déplaisent. Il quitte la Compagnie de Jésus en 1876 et devient haut fonctionnaire. Il est notamment attaché d'ambassade au Japon. Il visite la France en 1886-1887 avec l'approbation de Li Hongzhang, vice-roi de la province, afin d'étudier le système des études et de moderniser la Chine de la dynastie Qing (Tsin selon la translittération française de l'époque). Les Français voulaient créer une école de traducteurs-interprètes franco-chinois et il va donc concrétiser cette ambition avec l'appui des Jésuites et des consuls français, et retourne collaborer avec la Compagnie de Jésus. Il fait un voyage d'études en Corée et en Europe en 1898.
Cependant le projet prend du retard à cause de troubles politiques, puis de la révolte des Boxers, et aussi par manque de moyens. Les Jésuites de Saint-Ignace (dans le quartier de Xujiahui lui prêtent un local et les cours commencent en février 1903 avec vingt-quatre étudiants répartis en trois départements: lettres (avec latin obligatoire), philosophie, mathématiques et sciences naturelles. C'est le début de l'université l'Aurore, qui déménagera plus tard avenue Dubail dans la concession française. 
Toutefois Ma Xiangbo s'oppose au père François Perrin, directeur des études, à propos du recrutement et de la place du français que Ma Xiangbo voulait minimiser par rapport à l'anglais. Les Jésuites prennent seuls la direction de l'établissement à partir de 1905 qui est approuvé par le système d'enseignement chinois en septembre de la même année. Il y a alors une centaine d'étudiants. Ma Xiangbo part fonder une autre université catholique, celle de Fudan
Il est appelé par le recteur de l'université de Pékin, Cai Yuanpei (1868-1940), dans la capitale, après la révolution chinoise de 1911 et devient le cofondateur de l'université catholique de Furen (ou Fu-Jen) à Pékin avec Ying Lianzhi (1867-1926). L'université est transférée à Taipeh (Taïwan) après la prise de pouvoir des communistes en Chine continentale en 1949 et fut rouverte en 1961.
Le P. Ma Xiangbo, fin lettré, voulait aussi créer un institut supérieur de recherches, mais ce sera son ami Cai Yuanpei (1868-1940), qui le fera avec la création de l'Academia sinica (qui est aujourd'hui à Taiwan).
Il meurt en exil à Lang Son au Tonkin, presque centenaire.
Son frère Ma Jianzhong (en) (馬建忠, mǎ jiànzhōng, Ma Kié-Tchong), également ancien élève des jésuites, fut envoyé faire ses études à Paris (1876) et sortit diplômé de l'École libre des sciences politiques (Sciences-po) en 1879. Il devint un haut fonctionnaire de la dynastie Qing.
Il a également un frère aîné nommé  Ma Jianxun (馬建勳).